# Saab 39 Gripen E/F

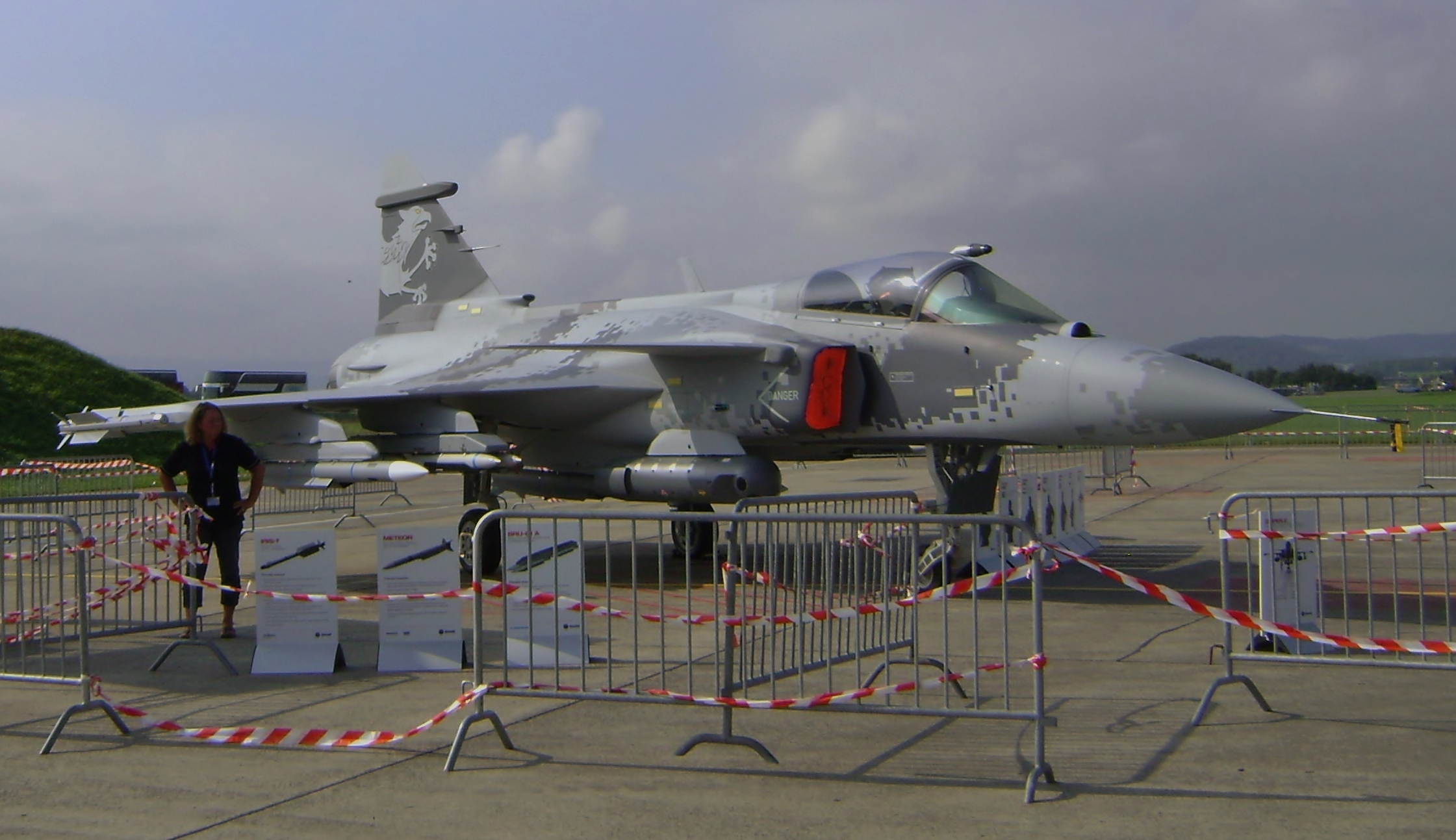
Demo av Saab 39 Gripen NG

Saab 39 Gripen E/F (tidigare kallad Saab 39 Gripen NG, för Next Generation, "Nästa Generation") är ett svenskt enhetsflygplan konstruerat av Saab AB tillhörandes fjärde generationens vidareutvecklade jaktflygplan (ibland kallat gen 4.5). Planet är en vidareutveckling av Saab 39 Gripen (A/B/C/D) med ny motor, elektronik, avionik med mera och har därför i kvällspressen gärna kallats Supergripen. På förband betecknas flygplanet JAS 39E/F i Sverige respektive F-39E/F i Brasilien. JAS är en förkortning för jakt, attack och spaning medan prefixet F i Brasiliens beteckning står för “fighter aircraft” (engelska för jaktflygplan). Flygplanet förevisades av Saab offentligt den 18 maj 2016 och premiärflögs den 15 juni 2017.

## Prestandaförbättringar
Följande företag, som även bidrar finansiellt, ingår i samarbetet: Honeywell, General Electric, Rockwell-Collins, Martin-Baker, APPH och Terma. Även den danska, norska och svenska staten förväntas bidra finansiellt. Första steget i detta samarbete framtagandet av en flygande demonstrator, roll-out den 23 april 2008, samt en landbaserad avionik-rigg. De viktigaste nyheterna inkluderar:
- Starkare motor F414G utvecklad av General Electric. Denna är baserad på existerande F414-GE-400 som sitter i F/A-18 Super Hornet (se F/A-18 Hornet). F414G kommer att vara anpassad för användning i ett en-motorigt utförande. Motorn utvecklar en dragkraft på cirka 98 kN med efterbrännkammare och väger obetydligt mer (1 066 kg) än nuvarande RM12 (1 054 kg). Motorns fysiska mått är även de mycket lika F404 vilket medför att integration endast kräver mindre förändringar. F414 har även en potential att i ett tredje definierat utvecklingssteg generera 105 kN.
- Ny Multimode AESA-radar, utvecklad av Saab och Selex (numera Leonardo S.p.A.).
- Mer bränsle för längre räckvidd utan fälltankar.
- Tyngre vapenlast och fler vapenbalkar.
- Nya landställ och hjul, infällbara i vingarna istället för flygkroppen.
- Uppdaterad cockpit med bland annat ny bred-skärm och förbättrad avionik.
- Krypterad kommunikation med teknologi från det svenska företaget Sectra.

År 2014 bekräftas att den nya radarn kan upptäcka smygflygplan (stealth).
Kraft/vikt-förhållandet vid tomvikt är likvärdigt med Eurofighter Typhoon och Dassault Rafale samt högre än F-35 Lightning II (JSF). Dessa stridsflygplan räknas till Saab 39 Gripens främsta konkurrenter. Med motorn kan Gripen E nå överljudshastighet utan tänd efterbrännkammare, så kallad överljudsmarsch (engelska: supercruise) i Mach 1,2 och full beväpning air-to-air.

## Kostnader
År 2008 gick SAAB ut med ett enhetspris för ett flygplan på 580 Mkr. År 2014 nämns priset 1 miljard kronor per plan. År 2016 var inköpspriset för ett JAS 39 Gripen E ca 600 Mkr, med reservation för att dollarkursen påverkar. I december 2019 låg prislappen per plan på drygt 500 Mkr.
Det mindre och enmotoriga JAS 39 Gripen har mycket låga drift- och livscykelkostnader, räknat på ca 20 år, jämfört med vanligtvis större konkurrentplan med två motorer, tyngre beväpning och längre räckvidd. I gengäld är ”turn-around-tiden” på endast 10 minuter med landning, tankning, omladdning och lyft för ett Gripen-plan avsevärt kortare och mindre bemanningskrävande.

## Premiär-/provflygningar
Den 15 juni 2017 kl 10:32 skedde premiärflygningen med provflygplan 39-8 för Gripen E/F från Saabs flygfält i Linköping. Pilot var Marcus Wandt, jungfruturen varade i 40 minuter och rapporterades gått helt enligt plan.
Den 26 november 2018 gjorde provflygplan 39-9 sin första flygning, vilken även den genomfördes från Saabs flygfält i Linköping. Pilot var Robin Nordlander och jungfruturen varade i 33 minuter.
Den 10 juni 2019 skedde premiärflygningen med provflygplan 39-10 från Saabs flygfält i Linköping. Pilot vid premiärflygningen av det tredje provflygplanet var Jakob Högberg.
Den 10 juli 2019 gjorde den första rote-flygningen med flygplan 39-9 och 39-10, testpiloterna var Henrik Wänseth från FMV och Jakob Högberg från Saab.

## Varianter
- Gripen 39E (Materielsystem 21) – Ensitsig.
- Gripen 39F (Materielsystem 22)[27] – Tvåsitsig. 0,7 meter längre, dvs. 15,9 m. Saknar Mauser BK-27 mm automatkanon för flygplan.
- Gripen Maritime – Fartygsbaserad variant med bromskrok för landning på hangarfartyg.[21]

## Leveranser
Den 10 september 2019 levererades det första serietillverkade flygplanet och överlämnades vid en ceremoni till Brasiliens flygvapen. Flygplanet kommer utprovas och flyttas till Brasilien under 2020. Produktionen startade 8 juli 2020 och under 2021 kommer 15 av 36 plan byggas lokalt i Brasilien.
I december 2019 levererades och premiärflögs det första serietillverkade flygplanet till det svenska flygvapnet. Flygplanet, med individnummer 6002, premiärflögs av FMV:s provflygare Henrik Wänseth.
Den 14 februari 2020 genomförde kapten Filip Arildsson den första provflygningen för flygvapnet med JAS 39 Gripen E.

## Historik
Gripen E/F, i början av utvecklingen kallad Gripen NG ("Next Generation"), är en uppgradering för det brasilianska och svenska flygvapnet under beteckningarna 39E (ensitsigt) och 39F (tvåsitsigt). Versionen är försedd med större skrov, ny motor F414G, ny multimode AESA-radar, ökad bränslekapacitet, högre lastkapacitet, nytt landningsställ, uppdaterad cockpit med multifunktions-skärmar, förbättrad flygavionik och krypterad kommunikation. 
För att Gripen skulle vara operativt relevant efter 2020–2025 ansågs det att flygplanet behövde en omfattande modernisering. Hur denna framtida version av Gripen skulle specificeras var enligt försvarsminister 2010 Sten Tolgfors ännu ej fastställt. Några beslut för det svenska försvaret var ej heller fattade. Saab gav under 2012 ett kostnadsförslag på 33 miljarder kronor för en ny serie Gripen-plan. Vissa källor ur försvaret, bland andra överbefälhavare Sverker Göranson, menade att försvaret inte skulle klara detta med beräknad försvarsbudget efter 2014.
År 2007 presenterade Saab ett internationellt samarbete med flera stora försvarsindustrier rörande vidareutveckling av Saab 39 Gripen, populärt kallad "Super-Gripen" eller Gripen NG (Next Generation).
Den 23 november 2010 ifrågasatte Volvo Aero (numera GKN Aerospace Sweden) varför exportmarknaderna tillåts kravställa utvecklingen av svenska försvarets E/F-version. Volvo Aero redovisade även hur en modifierad RM12 i flera avseenden skulle kunna utvecklas och nå jämförbara prestanda med F414G och menade att exempelvis de två motoralternativen har identiska specifikationer när det gäller luftavtappningen, vilket är av betydelse för kylning av bland annat radar och övrig elektronik. Volvo Aero har även redovisat förslag på att utveckla Gripenmotorn för kommande generationer i den takt den svenska Försvarsmakten behöver genom att erbjuda en flexibel utvecklingstrappa avseende dragkraft med totalt fyra olika alternativ (2 turbinuppgraderingar och 2 turbin/fläkt-uppgraderingar). Flexibiliteten kan enligt Volvo Aero användas för att balansera dragkraft mot ökad livslängd, ökad kylluft och ökat effektuttag.
Enligt Volvo Aero innebar de olika utvecklingsstegen inte några tekniksprång – och därmed inte heller stora risker tekniskt eller ekonomiskt – eftersom det redan då existerade demonstrerad teknologi med hög teknologimognad för de fyra utvecklingsalternativen.
Karin Enström (försvarsminister i regeringen Reinfeldt) hade förespeglat att tidigare flygplan skulle kunna uppgraderas till E/F-versionen, vilket var en medveten osanning då endast vindrutan, huven, de yttre elevonerna, katapultstolen, automatkanonen med matningssystem och visst annat småplock kunde tas tillvara från de "uppdaterade" flygplanen.

## Användare
Om Schweiz hade gått vidare med sitt köp av Gripen, skulle 22 exemplar av Gripen E/F ha tillverkats till Schweiz samt 10 stycken till det svenska flygvapnet. Vidare erbjöd den svenska regeringen genom Försvarsexportmyndigheten Schweiz att leasa 22 flygplan av Flygvapnet C-version, fram till att de första flygplanen av E-versionen levererades 2018. De 22 flygplan av C-versionen skulle sedan komma att bli kvar i Schweiz som reservdelsmateriel. Frågan om ett schweiziskt inköp avgjordes i en folkomröstning söndag den 18 maj 2014, där det schweiziska folket sade nej till finansieringen av ett nytt stridsflygplan.
I slutet av augusti 2012 meddelade den svenska regeringen att Sverige ingått ett partnerskap med Schweiz, innebärande bland annat att Sverige planerade köpa 40–60 flygplan. Flygplanet är tänkt att vara operativt i Sverige från 2023 och minst fram till 2040. Hur det svenska luftförsvaret skulle komma att se ut efter 2040, utreddes i samband med Luftförsvarsutredningen 2040 (LFU 2040). Av de cirka 100 exemplaren av C/D-versionen i bruk inom det svenska försvaret, planerades till en början 40-60 "byggas om" till E-versionen, vilket innebär att ett helt nytt skrov med ny motor skulle förses med vissa komponenter från ett 39C/D-flygplan, som därmed skulle "slaktas". År 2017 blev kontraktet mellan SAAB och FMV på 59 miljarder kronor omförhandlat 
till att istället nytillverka E/F-versionen, och inköpen av de delar som inte längre skulle tas från 39C kompenserades med totalt 400 miljoner.
I samband med att Dilma Rousseff omvaldes till brasiliansk president offentliggjorde Saab den 27 oktober 2014 att de ingått ett avtal med den brasilianska regeringen, som omfattar utveckling och produktion av 36 Gripen E/F till det brasilianska flygvapnet. Det sammanlagda ordervärdet uppgår till cirka SEK 39,3 miljarder. Vidare tecknade Saab ett avtal tillsammans med Comando da Aeronáutica (COMAer), rörande ett industrisamarbete med betydande tekniköverföring från Saab till brasiliansk industri. Leveranserna av Gripen E/F startade år 2019 och planeras pågå fram till år 2024. Av de 36 exemplaren kommer 28 vara den ensitsiga Gripen E, och åtta vara den tvåsitsiga versionen Gripen F. Den tvåsitsiga versionen utvecklas av Saab och Embraer. Av de 36 exemplaren kommer 15 monteras i Brasilien i den monteringsfabrik som Saab planerar att uppföra i anslutning till Embraers anläggningar utanför São Paulo.
Brasilien

- Brasiliens flygvapen har beställt 36 flygplan av Gripen, vilken betecknas som F-39 Gripen i Brasilien. Av de 36 flygplanen är 28 flygplan den ensitsiga Gripen E, samt åtta flygplan den tvåsitsiga Gripen F, vilka är planerade att levereras åren 2019–2024. Av de 36 beställda flygplanen kommer 15 monteras i Brasilien. I augusti 2023 meddelades att Brasilien har utökat första beställningen från 36 till 40 plan, och i andra beställningen vill köpa ytterligare 34 st Gripen E/F.[53]

Sverige

- Svenska flygvapnet har beställt 60 flygplan av den ensitsiga Gripen E, vilken betecknas som JAS 39 Gripen i Sverige. Flygplanen är planerade att levereras till det svenska flygvapnet åren 2019–2024. De svenska flygplanen skulle från början produceras genom återanvändning av JAS 39C/D. Inför statsbudgeten 2018 föreslog dock Försvarsmakten till regeringen att de istället skulle använda sig återanvändning av JAS 39A/B. I regeringens proposition 2017/18:1 utgiftsområde 6, föreslog regeringen till riksdagen att Försvarsmakten återanvända system och delar av JAS 39A/B till JAS 39E-projektet. Det i syfte att det flygoperativa behovet avseende numerär och tillgänglighet kan säkerställas under ombeväpningen till JAS 39E.[54] Den 18 december 2017 meddelade Försvarets materielverk att de beställt ett reducerat så kallat GFE-åtagande (Government Furnished Equipment), med andra ord en tilläggsbeställning gällande det befintliga avtalet för JAS 39E. Tilläggsbeställningen gäller kompletterande anskaffning av viss ny materiel, samt nyttjande av materiel från JAS 39A/B för att producera JAS 39E.[55] Den 21 december 2018 beställde Försvarets materielverk produktion av ett antal flygplan av typen JAS 39E. Produktionen av de nya JAS 39E kommer ske genom att huvudsakligen anskaffa ny materiel och i viss mån nyttja materiel från tidigare JAS 39A/B.[56]